# Đường lên đỉnh Olympia năm thứ 11
Đường lên đỉnh Olympia năm thứ 11, thường được gọi tắt là Olympia 11 hay O11 là năm thứ 11 của cuộc thi Đường lên đỉnh Olympia dành cho học sinh trung học phổ thông do Đài Truyền hình Việt Nam tổ chức. Cuộc thi năm thứ 11 được phát sóng trên kênh VTV3 từ ngày 20 tháng 6 năm 2010 và kết thúc với trận chung kết được truyền hình trực tiếp vào ngày 19 tháng 6 năm 2011. Đây là năm duy nhất Thanh Vân Hugo là người dẫn chương trình này (trừ trận chung kết) và là năm đầu tiên đánh dấu sự quay lại lần thứ 2 của MC Tùng Chi kể từ trận chung kết năm thứ 11.
Nhà vô địch của năm thứ 11 là Phạm Thị Ngọc Oanh đến từ Trường Trung học phổ thông Tiên Lãng, Hải Phòng.

## Luật chơi

### Khởi động
Trong vòng 1 phút, mỗi thí sinh khởi động với tối đa 10 câu hỏi thuộc các lĩnh vực: Toán, Lý, Hóa, Sinh, Văn, Sử, Địa, Thể thao, Nghệ thuật, Lĩnh vực khác, Hiểu biết chung, Tiếng Anh (trừ trận chung kết không giới hạn số câu hỏi). Mỗi câu trả lời đúng được 10 điểm, trả lời sai không bị trừ điểm.
- Riêng trong trận chung kết, số câu hỏi không hạn chế.

Lưu ý: Thí sinh có thể thay đổi đáp án liên tục trước thời điểm người dẫn chương trình công bố đáp án và đáp án cuối cùng sẽ được ghi nhận. Nếu không thay đổi, chương trình sẽ ghi nhận đáp án đầu tiên.

### Vượt chướng ngại vật
Có 8 từ hàng ngang, cũng là 8 gợi ý liên quan đến một chướng ngại vật mà các thí sinh phải đi tìm. Mỗi thí sinh có 2 lượt lựa chọn một trong các từ hàng ngang này, bắt đầu từ thí sinh ở vị trí số 1 đến vị trí số 4 và ngược lại. Cả bốn thí sinh trả lời câu hỏi bằng máy tính trong thời gian 15 giây. Trả lời đúng mỗi từ hàng ngang, thí sinh được 10 điểm (cộng thệm 5 điểm nếu là người chọn từ hàng ngang).
Thí sinh có thể bấm chuông trả lời chướng ngại vật bất cứ lúc nào. Trả lời đúng chướng ngại vật trong vòng 2 từ hàng ngang đầu tiên được 80 điểm, trong vòng 7 từ hàng ngang được 40 điểm. Sau khi hết cả 8 từ hàng ngang, các thí sinh có thêm 15 giây suy nghĩ để đưa ra đáp án cho chướng ngại vật (trả lời đúng vẫn được 40 điểm). Nếu không có thí sinh giải được chướng ngại vật, gợi ý cuối cùng sẽ được đưa ra; trả lời đúng chướng ngại vật sau gợi ý cuối cùng này sẽ được 20 điểm. Nếu trả lời sai chướng ngại vật, thí sinh sẽ bị loại khỏi phần chơi này.
Ngoài ra trong phần thi này còn có một gợi ý bổ sung, theo đó:
- 8 trận đầu và 2 trận cuối của Quý 1: Các chữ cái, chữ số và dấu của chướng ngại vật nếu xuất hiện trong các từ hàng ngang đã được lật mở sẽ được tô màu đỏ.
- 3 quý còn lại và chung kết: 1 bức tranh với 8 miếng ghép tương ứng với 8 từ hàng ngang. Sau khi lật mở 1 từ hàng ngang, miếng ghép tương ứng với số thứ tự từ hàng ngang đó cũng được mở ra.

### Tăng tốc
Có 4 câu hỏi, mỗi câu các thí sinh có 30 giây để trả lời bằng máy tính. Thí sinh trả lời đúng và nhanh nhất được 40 điểm, đúng và nhanh thứ 2 được 30 điểm, đúng và nhanh thứ 3 được 20 điểm, đúng và nhanh thứ 4 được 10 điểm.
2 loại câu hỏi được sử dụng trong phần thi này:
- 2 câu hỏi IQ (câu số 1 và 3): Các dạng câu hỏi ở dạng này rất rộng, bao gồm tìm số khác trong dãy số, tìm hình khác nhất so với các hình đã cho, tìm quy luật để điền hình đúng, giải mật mã,...
- 2 câu hỏi dữ kiện (câu số 2 và 4): Các bức ảnh, dữ kiện được đưa ra theo thứ tự ngày càng chi tiết. Bằng các gợi ý này, thí sinh phải trả lời các câu hỏi như: "Đây là ai", "Đây là địa danh nào", "Đây là loài vật nào",...

### Khán giả cùng leo núi
Trong mỗi chương trình, một câu hỏi sẽ được đưa ra để khán giả truyền hình tham giả trả lời qua tin nhắn điện thoại. Đáp án của câu hỏi được công bố ở cuộc thi kế tiếp. 1 giải nhất, 1 giải nhì và 5 giải ba sẽ được trao cho các khán giả có câu trả lời đúng và gửi về sớm nhất cho chương trình kể từ khi lên sóng.
Phần thi này được áp dụng từ cuộc thi Tuần 1 Tháng 3 Quý 1.

### Về đích
Có 3 gói câu hỏi với các mức 40, 60, 80 điểm để thí sinh lựa chọn. Trong đó gói 40 điểm gồm 4 câu hỏi 10 điểm, gói 60 điểm gồm 2 câu hỏi 10 điểm và 2 câu hỏi 20 điểm, gói 80 điểm gồm 1 câu hỏi 10 điểm, 2 câu hỏi 20 điểm và 1 câu hỏi 30 điểm. Thời gian suy nghĩ và trả lời của câu 10 điểm là 10 giây, câu 20 điểm là 15 giây, câu 30 điểm là 20 giây.
Thí sinh đang trả lời gói câu hỏi của mình phải đưa ra câu trả lời trong thời gian quy định của chương trình. Nếu không trả lời được câu hỏi thì các thí sinh còn lại có 5 giây để bấm chuông giành quyền trả lời. Trả lời đúng được cộng thêm số điểm của câu hỏi từ thí sinh đang thi, trả lời sai sẽ bị trừ nửa số điểm của câu hỏi.
Thí sinh có quyền được đặt ngôi sao hy vọng một lần trước bất kỳ câu hỏi nào. Trả lời đúng được gấp đôi số điểm, trả lời sai bị trừ đi đúng số điểm của câu hỏi đặt ngôi sao hy vọng.

## Các số phát sóng
| Chung kết năm | Chung kết năm      | Tổng kết | Tổng kết                                             |
| ------------- | ------------------ | -------- | ---------------------------------------------------- |
| Quý 1         | Phạm Thị Ngọc Oanh | Vô địch  | Phạm Thị Ngọc Oanh THPT Tiên Lãng, Hải Phòng         |
| Quý 2         | Thái Ngọc Huy      | Vô địch  | Phạm Thị Ngọc Oanh THPT Tiên Lãng, Hải Phòng         |
| Quý 3         | Lê Bảo Lộc         | Kỷ lục   | Phạm Hải Việt - 380 điểm THPT Đông Triều, Quảng Ninh |
| Quý 4         | Vũ Bạch Nhật       | Kỷ lục   | Phạm Hải Việt - 380 điểm THPT Đông Triều, Quảng Ninh |

| Màu sắc sử dụng trong các bảng kết quả                  |
| ------------------------------------------------------- |
| Thí sinh đạt giải nhất và trực tiếp lọt vào vòng trong  |
| Thí sinh lọt vào vòng trong nhờ có số điểm nhì cao nhất |
| Thí sinh Vô địch cuộc thi Chung kết năm                 |

|}

### Quý 1

#### Tuần 1 - Tháng 1 - Quý 1
Phát sóng: 13 giờ ngày 20 tháng 6 năm 2010
| Họ và tên thí sinh  | Trường                                      | Khởi động | VCNV | Tăng tốc | Về đích | Tổng điểm |
| ------------------- | ------------------------------------------- | --------- | ---- | -------- | ------- | --------- |
| Trần Kim Quý        | THPT Trần Phú - Hoàn Kiếm, Hà Nội           | 60        | 10   | 30       | -50     | 50        |
| Huỳnh Thị Quỳnh Như | THPT Chuyên Trần Đại Nghĩa, TP. Hồ Chí Minh | 70        | 50   | 100      | 45      | 265       |
| Trần Bảo Trinh      | THPT số 3 An Nhơn, Bình Định                | 30        | 10   | 0        | 20      | 60        |
| Khương Đình Lực     | THPT Tĩnh Gia 1, Thanh Hoá                  | 40        | 10   | 80       | 40      | 170       |

#### Tuần 2 - Tháng 1 - Quý 1
Phát sóng: 13 giờ ngày 27 tháng 6 năm 2010
| Họ và tên thí sinh | Trường                                | Khởi động | VCNV | Tăng tốc | Về đích | Tổng điểm |
| ------------------ | ------------------------------------- | --------- | ---- | -------- | ------- | --------- |
| Bùi Thị Thuý       | THPT Lê Hoàn, Thanh Hoá               | 60        | 20   | 90       | 140     | 310       |
| Nguyễn Thanh Dũng  | THPT Chuyên Huỳnh Mẫn Đạt, Kiên Giang | 70        | 25   | 80       | -70     | 105       |
| Nguyễn Thanh Tùng  | THPT Trần Nguyên Hãn, Hải Phòng       | 50        | 90   | 70       | 50      | 260       |
| Nguyễn Thị Hậu     | THPT Thanh Oai B, Hà Nội              | 20        | 10   | 90       | -50     | 70        |

#### Tuần 3 - Tháng 1 - Quý 1
Phát sóng: 13 giờ ngày 4 tháng 7 năm 2010
| Họ và tên thí sinh | Trường                               | Khởi động | VCNV | Tăng tốc | Về đích | Tổng điểm |
| ------------------ | ------------------------------------ | --------- | ---- | -------- | ------- | --------- |
| Vũ Lê Ngọc         | THPT Chuyên Lương Văn Chánh, Phú Yên | 60        | 35   | 70       | 60      | 225       |
| Nguyễn Vân Anh     | THPT Hoàng Quốc Việt, Quảng Ninh     | 40        | 90   | 80       | 30      | 240       |
| Nguyễn Thị Mỹ Hằng | THPT Văn Giang, Hưng Yên             | 20        | 25   | 90       | -10     | 125       |
| Trịnh Trung Hiếu   | THPT Lương Thế Vinh, Hà Nội          | 30        | 35   | 90       | 70      | 225       |

#### Tháng 1 - Quý 1
Phát sóng: 13 giờ ngày 11 tháng 7 năm 2010
| Họ và tên thí sinh  | Trường                                      | Khởi động | VCNV | Tăng tốc | Về đích | Tổng điểm |
| ------------------- | ------------------------------------------- | --------- | ---- | -------- | ------- | --------- |
| Bùi Thị Thuý        | THPT Lê Hoàn, Thanh Hoá                     | 30        | 10   | 70       | 30      | 140       |
| Huỳnh Thị Quỳnh Như | THPT Chuyên Trần Đại Nghĩa, TP. Hồ Chí Minh | 20        | 65   | 20       | -40     | 65        |
| Nguyễn Thanh Tùng   | THPT Trần Nguyên Hãn, Hải Phòng             | 40        | 10   | 120      | 70      | 240       |
| Nguyễn Vân Anh      | THPT Hoàng Quốc Việt, Quảng Ninh            | 30        | 0    | 30       | -10     | 50        |

#### Tuần 1 - Tháng 2 - Quý 1
Phát sóng: 13 giờ ngày 18 tháng 7 năm 2010
| Họ và tên thí sinh     | Trường                        | Khởi động | VCNV | Tăng tốc | Về đích | Tổng điểm |
| ---------------------- | ----------------------------- | --------- | ---- | -------- | ------- | --------- |
| Phan Nguyên Ngọc Thiên | THPT Phan Châu Trinh, Đà Nẵng | 50        | 35   | 70       | 10      | 165       |
| Dương Lê Hương Giang   | THPT Nguyễn Huệ, Tây Ninh     | 20        | 10   | 40       | 0       | 70        |
| Lường Ngọc Sơn         | THPT Vân Tảo, Hà Nội          | 40        | 0    | 30       | 80      | 150       |
| Phạm Hải Việt          | THPT Đông Triều, Quảng Ninh   | 60        | 60   | 70       | 35      | 225       |

#### Tuần 2 - Tháng 2 - Quý 1
Phát sóng: 13 giờ ngày 25 tháng 7 năm 2010
| Họ và tên thí sinh | Trường                    | Khởi động | VCNV | Tăng tốc | Về đích | Tổng điểm |
| ------------------ | ------------------------- | --------- | ---- | -------- | ------- | --------- |
| Nguyễn Bảo Đạt     | THPT Bình Sơn, Quảng Ngãi | 50        | 30   | 20       | 25      | 125       |
| Vũ Đình Bảo        | THPT Lộc Thái, Bình Phước | 20        | 10   | 0        | -5      | 25        |
| Phạm Thị Ngọc Oanh | THPT Tiên Lãng, Hải Phòng | 30        | 25   | 70       | 70      | 195       |
| Nguyễn Minh Ngọc   | THPT Ngọc Hồi, Hà Nội     | 40        | 75   | 110      | -5      | 220       |

#### Tuần 3 - Tháng 2 - Quý 1
Phát sóng: 13 giờ ngày 1 tháng 8 năm 2010
| Họ và tên thí sinh | Trường                                   | Khởi động | VCNV | Tăng tốc | Về đích | Tổng điểm |
| ------------------ | ---------------------------------------- | --------- | ---- | -------- | ------- | --------- |
| Ngô Minh Sơn       | THPT Nguyễn Gia Thiều, Hà Nội            | 50        | 80   | 0        | -10     | 120       |
| Đào Lê Hạ Nhiên    | THPT Nguyễn Thượng Hiền, TP. Hồ Chí Minh | 20        | 0    | 40       | 50      | 110       |
| Nguyễn Anh Tuấn    | THPT Chuyên Hạ Long, Quảng Ninh          | 40        | 0    | 120      | 5       | 165       |
| Vũ Thị Hằng        | THPT Thanh Khê, Đà Nẵng                  | 30        | 0    | 30       | -60     | 0         |

#### Tháng 2 - Quý 1
Phát sóng: 13 giờ ngày 8 tháng 8 năm 2010
| Họ và tên thí sinh | Trường                          | Khởi động | VCNV | Tăng tốc | Về đích | Tổng điểm |
| ------------------ | ------------------------------- | --------- | ---- | -------- | ------- | --------- |
| Nguyễn Anh Tuấn    | THPT Chuyên Hạ Long, Quảng Ninh | 30        | 25   | 50       | 20      | 125       |
| Phạm Hải Việt      | THPT Đông Triều, Quảng Ninh     | 50        | 80   | 160      | 90      | 380       |
| Nguyễn Minh Ngọc   | THPT Ngọc Hồi, Hà Nội           | 60        | 55   | 20       | -30     | 105       |
| Phạm Thị Ngọc Oanh | THPT Tiên Lãng, Hải Phòng       | 60        | 20   | 120      | 20      | 220       |

#### Tuần 1 - Tháng 3 - Quý 1
Phát sóng: 13 giờ ngày 15 tháng 8 năm 2010
Ghi chú: Số phát sóng duy nhất của năm này chỉ có một người dẫn chương trình.
| Họ và tên thí sinh   | Trường                                 | Khởi động | VCNV | Tăng tốc | Về đích | Tổng điểm |
| -------------------- | -------------------------------------- | --------- | ---- | -------- | ------- | --------- |
| Nguyễn Thị Mỹ Hạnh   | THPT Nguyễn Hữu Cầu, TP. Hồ Chí Minh   | 80        | 50   | 40       | 20      | 190       |
| Phạm Quốc Cường      | THPT Hướng Hoá, Quảng Trị              | 30        | 35   | 80       | 50      | 195       |
| Trần Thị Thuận       | THPT Phan Bội Châu, Đắk Lắk            | 60        | 55   | 80       | 30      | 225       |
| Nguyễn Thị Diệu Linh | THPT Chuyên Hà Nội - Amsterdam, Hà Nội | 60        | 60   | 110      | 0       | 230       |

#### Tuần 2 - Tháng 3 - Quý 1
Phát sóng: 13 giờ ngày 22 tháng 8 năm 2010
| Họ và tên thí sinh | Trường                               | Khởi động | VCNV | Tăng tốc | Về đích | Tổng điểm |
| ------------------ | ------------------------------------ | --------- | ---- | -------- | ------- | --------- |
| Nguyễn Vũ Hội      | THPT Hàm Thuận Nam, Bình Thuận       | 30        | 50   | 120      | 35      | 235       |
| Đàm Thái Đức       | THPT Quỳnh Thọ, Thái Bình            | 60        | 15   | 10       | 0       | 85        |
| Lê Trung Đức       | THPT Chuyên Thái Nguyên, Thái Nguyên | 30        | 10   | 90       | 10      | 140       |
| Phùng Nhật Mỹ      | THPT Mỹ Đức A, Hà Nội                | 40        | 0    | 90       | -70     | 60        |

#### Tuần 3 - Tháng 3 - Quý 1
Phát sóng: 13 giờ ngày 29 tháng 8 năm 2010
| Họ và tên thí sinh | Trường                          | Khởi động | VCNV | Tăng tốc | Về đích | Tổng điểm |
| ------------------ | ------------------------------- | --------- | ---- | -------- | ------- | --------- |
| Lương Tiến Hiệp    | THPT Hoàng Văn Thụ, Hà Nội      | 20        | 100  | 50       | 70      | 240       |
| Đào Thị Hồng Hạnh  | THPT Phan Bội Châu, Khánh Hoà   | 30        | 55   | 110      | 50      | 245       |
| Nguyễn Thị Hoàn    | THPT Kĩ thuật Việt Trì, Phú Thọ | 50        | 45   | 70       | 40      | 205       |
| Sèn Quang Minh     | THPT số 1 Bắc Hà, Lào Cai       | 70        | 45   | 20       | -30     | 105       |

#### Tháng 3 - Quý 1
Phát sóng: 13 giờ ngày 5 tháng 9 năm 2010
| Họ và tên thí sinh   | Trường                                 | Khởi động | VCNV | Tăng tốc | Về đích | Tổng điểm |
| -------------------- | -------------------------------------- | --------- | ---- | -------- | ------- | --------- |
| Lương Tiến Hiệp      | THPT Hoàng Văn Thụ, Hà Nội             | 50        | 0    | 30       | 90      | 170       |
| Nguyễn Thị Diệu Linh | THPT Chuyên Hà Nội - Amsterdam, Hà Nội | 40        | 25   | 110      | 5       | 180       |
| Nguyễn Vũ Hội        | THPT Hàm Thuận Nam, Bình Thuận         | 70        | 80   | 70       | -5      | 215       |
| Đào Thị Hồng Hạnh    | THPT Phan Bội Châu, Khánh Hoà          | 10        | 10   | 80       | -40     | 60        |

#### Quý 1
Phát sóng: 13 giờ ngày 12 tháng 9 năm 2010
| Họ và tên thí sinh | Trường                          | Khởi động | VCNV | Tăng tốc | Về đích | Tổng điểm |
| ------------------ | ------------------------------- | --------- | ---- | -------- | ------- | --------- |
| Phạm Thị Ngọc Oanh | THPT Tiên Lãng, Hải Phòng       | 80        | 75   | 60       | 60      | 275       |
| Nguyễn Thanh Tùng  | THPT Trần Nguyên Hãn, Hải Phòng | 40        | 35   | 100      | -10     | 165       |
| Nguyễn Vũ Hội      | THPT Hàm Thuận Nam, Bình Thuận  | 60        | 35   | 40       | 95      | 230       |
| Phạm Hải Việt      | THPT Đông Triều, Quảng Ninh     | 50        | 30   | 40       | 10      | 130       |

### Quý 2

#### Tuần 1 - Tháng 1 - Quý 2
Phát sóng: 13 giờ ngày 19 tháng 9 năm 2010
| Họ và tên thí sinh    | Trường                            | Khởi động | VCNV | Tăng tốc | Về đích | Tổng điểm |
| --------------------- | --------------------------------- | --------- | ---- | -------- | ------- | --------- |
| Lò Nguyễn Đình Thành  | THPT Thị xã Bình Long, Bình Phước | 30        | 25   | 0        | 50      | 105       |
| Nguyễn Thị Thanh Loan | THPT Mỹ Đức B, Hà Nội             | 40        | 70   | 60       | 30      | 200       |
| Nguyễn Thị Minh Tuyết | THPT Chuyên Hạ Long, Quảng Ninh   | 40        | 70   | 90       | -30     | 170       |
| Hoàng Thanh Tùng      | THPT Lương Đắc Bằng, Thanh Hoá    | 30        | 50   | 100      | 50      | 230       |

#### Tuần 2 - Tháng 1 - Quý 2
Phát sóng: 13 giờ ngày 26 tháng 9 năm 2010
| Họ và tên thí sinh | Trường                                   | Khởi động | VCNV | Tăng tốc | Về đích | Tổng điểm |
| ------------------ | ---------------------------------------- | --------- | ---- | -------- | ------- | --------- |
| Bùi Quang Huy      | THPT Phương Nam, Hà Nội                  | 40        | 15   | 60       | -20     | 95        |
| Lê Thị Tân Mỹ      | THPT Trần Quang Khải, Hưng Yên           | 70        | 0    | 70       | 10      | 150       |
| Lê Kinh Bang       | THPT Trường Chinh, Ninh Thuận            | 20        | 10   | 120      | 0       | 150       |
| Nguyễn Nhựt Trường | THPT Chuyên Nguyễn Bỉnh Khiêm, Quảng Nam | 70        | 90   | 50       | 70      | 280       |

#### Tuần 3 - Tháng 1 - Quý 2
Phát sóng: 13 giờ ngày 3 tháng 10 năm 2010
| Họ và tên thí sinh | Trường                        | Khởi động | VCNV | Tăng tốc | Về đích | Tổng điểm |
| ------------------ | ----------------------------- | --------- | ---- | -------- | ------- | --------- |
| Phan Thị Thảo Đoan | THPT Phan Châu Trinh, Đà Nẵng | 50        | 20   | 20       | -15     | 75        |
| Mai Xuân Hiền      | THPT Lương Thế Vinh, Hà Nội   | 20        | 20   | 80       | -50     | 70        |
| Nguyễn Thuỳ Linh   | THPT Đức Linh, Bình Thuận     | 70        | 35   | 80       | 40      | 225       |
| Cao Đức Anh        | THPT Bắc Đông Quan, Thái Bình | 50        | 65   | 150      | 20      | 285       |

#### Tháng 1 - Quý 2
Phát sóng: 13 giờ ngày 10 tháng 10 năm 2010
| Họ và tên thí sinh | Trường                                   | Khởi động | VCNV | Tăng tốc | Về đích | Tổng điểm |
| ------------------ | ---------------------------------------- | --------- | ---- | -------- | ------- | --------- |
| Cao Đức Anh        | THPT Bắc Đông Quan, Thái Bình            | 60        |      | 140      | 25      | 265       |
| Nguyễn Thuỳ Linh   | THPT Đức Linh, Bình Thuận                | 60        |      | 215      | 50      | 325       |
| Nguyễn Nhựt Trường | THPT Chuyên Nguyễn Bỉnh Khiêm, Quảng Nam | 70        |      | 125      | 80      | 275       |
| Hoàng Thanh Tùng   | THPT Lương Đắc Bằng, Thanh Hoá           | 50        |      | 150      | 70      | 270       |

#### Tuần 1 - Tháng 2 - Quý 2
Phát sóng: 13 giờ ngày 17 tháng 10 năm 2010
| Họ và tên thí sinh    | Trường                        | Khởi động | VCNV | Tăng tốc | Về đích | Tổng điểm |
| --------------------- | ----------------------------- | --------- | ---- | -------- | ------- | --------- |
| Phạm Minh Tâm         | THPT Tĩnh Gia 1, Thanh Hoá    | 70        | 25   | 50       | 40      | 185       |
| Trần Anh Tiến         | THPT Ứng Hoà A, Hà Nội        | 50        | 25   | 70       | 20      | 165       |
| Nguyễn Bảo Thuận Kiều | THPT Huỳnh Văn Nghệ, Đồng Nai | 50        | 15   | 80       | 50      | 195       |
| Nguyễn Duy Tùng       | THPT Chuyên Lào Cai, Lào Cai  | 50        | 60   | 30       | 45      | 185       |

#### Tuần 2 - Tháng 2 - Quý 2
Phát sóng: 13 giờ ngày 24 tháng 10 năm 2010
| Họ và tên thí sinh  | Trường                            | Khởi động | VCNV | Tăng tốc | Về đích | Tổng điểm |
| ------------------- | --------------------------------- | --------- | ---- | -------- | ------- | --------- |
| Trần Thị Thu Huyền  | THPT Chuyên Cao Bằng, Cao Bằng    | 30        | 35   | 100      | -20     | 145       |
| Lê Ngọc Linh        | THPT Trần Phú, Lâm Đồng           | 50        | 55   | 80       | 70      | 255       |
| Đoàn Dương Minh Đức | THPT Hoài Ân, Bình Định           | 10        | 20   | 60       | 70      | 160       |
| Cao Tuấn Việt       | THPT Trần Phú - Hoàn Kiếm, Hà Nội | 20        | 35   | 120      | -40     | 135       |

#### Tuần 3 - Tháng 2 - Quý 2
Phát sóng: 13 giờ ngày 31 tháng 10 năm 2010
| Họ và tên thí sinh    | Trường                             | Khởi động | VCNV | Tăng tốc | Về đích | Tổng điểm |
| --------------------- | ---------------------------------- | --------- | ---- | -------- | ------- | --------- |
| Nguyễn Thị Kim Phương | THPT Vân Nội, Hà Nội               | 40        | 10   | 70       | -60     | 60        |
| Lê Hữu Ninh           | THPT Chuyên Nguyễn Trãi, Hải Dương | 40        | 50   | 20       | 35      | 145       |
| Lâm Duy Ngọc          | THPT Trần Bình Trọng, Khánh Hoà    | 40        | 40   | 30       | 50      | 160       |
| Nguyễn Phùng Hưng     | THPT Lạng Giang số 1, Bắc Giang    | 50        | 0    | 80       | 60      | 190       |

#### Tháng 2 - Quý 2
Phát sóng: 13 giờ ngày 7 tháng 11 năm 2010
| Họ và tên thí sinh    | Trường                          | Khởi động | VCNV | Tăng tốc | Về đích | Tổng điểm |
| --------------------- | ------------------------------- | --------- | ---- | -------- | ------- | --------- |
| Lê Ngọc Linh          | THPT Trần Phú, Lâm Đồng         | 20        | 10   | 70       | 95      | 195       |
| Phạm Minh Tâm         | THPT Tĩnh Gia 1, Thanh Hoá      | 30        | 55   | 140      | 30      | 255       |
| Nguyễn Bảo Thuận Kiều | THPT Huỳnh Văn Nghệ, Đồng Nai   | 40        | 10   | 90       | -20     | 120       |
| Nguyễn Phùng Hưng     | THPT Lạng Giang số 1, Bắc Giang | 30        | 10   | 30       | 30      | 100       |

#### Tuần 1 - Tháng 3 - Quý 2
Phát sóng: 13 giờ ngày 14 tháng 11 năm 2010
| Họ và tên thí sinh | Trường                              | Khởi động | VCNV | Tăng tốc | Về đích | Tổng điểm |
| ------------------ | ----------------------------------- | --------- | ---- | -------- | ------- | --------- |
| Trần Đạo Long      | THPT Chu Văn An, Ninh Thuận         | 50        | 80   | 100      | 30      | 260       |
| Vy Quốc Kiên       | THPT Yên Hoà, Hà Nội                | 70        | 10   | 60       | 20      | 160       |
| Tống Thị Hải Hà    | THPT Chuyên Hùng Vương, Gia Lai     | 60        | 0    | 130      | 30      | 220       |
| Đào Ngọc Thuý      | THPT Vùng cao Việt Bắc, Thái Nguyên | 80        | 0    | 50       | 20      | 150       |

#### Tuần 2 - Tháng 3 - Quý 2
Phát sóng: 13 giờ ngày 21 tháng 11 năm 2010
| Họ và tên thí sinh | Trường                                | Khởi động | VCNV | Tăng tốc | Về đích | Tổng điểm |
| ------------------ | ------------------------------------- | --------- | ---- | -------- | ------- | --------- |
| Mai Trường Chinh   | THPT Nguyễn Hữu Tiến, TP. Hồ Chí Minh | 50        | 25   | 0        | 10      | 85        |
| Phạm Thị Mai Hương | THPT Đức Hợp, Hưng Yên                | 30        | 35   | 30       | -30     | 65        |
| Thái Ngọc Huy      | THPT Chuyên Quốc học, TP. Huế         | 80        | 55   | 40       | 140     | 315       |
| Nguyễn Thị Nụ      | THPT Vạn Xuân, Hà Nội                 | 50        | 45   | 100      | 20      | 215       |

#### Tuần 3 - Tháng 3 - Quý 2
Phát sóng: 13 giờ ngày 28 tháng 11 năm 2010
| Họ và tên thí sinh   | Trường                                | Khởi động | VCNV | Tăng tốc | Về đích | Tổng điểm |
| -------------------- | ------------------------------------- | --------- | ---- | -------- | ------- | --------- |
| Hà Đỗ Hải            | THPT Chuyên Trần Hưng Đạo, Bình Thuận | 60        | 40   | 100      | 30      | 230       |
| Phạm Hữu Thanh Hương | THPT Uông Bí, Quảng Ninh              | 30        | 0    | 50       | 40      | 120       |
| Hoàng Anh Tuấn       | THPT Lý Thường Kiệt, Hải Phòng        | 60        | 10   | 50       | 110     | 230       |
| Hồ Thiên Kim         | THPT Chương Mỹ A, Hà Nội              | 70        | 10   | 90       | 0       | 170       |

#### Tháng 3 - Quý 2
Phát sóng: 13 giờ ngày 5 tháng 12 năm 2010
| Họ và tên thí sinh | Trường                                | Khởi động | VCNV | Tăng tốc | Về đích | Tổng điểm |
| ------------------ | ------------------------------------- | --------- | ---- | -------- | ------- | --------- |
| Hoàng Anh Tuấn     | THPT Lý Thường Kiệt, Hải Phòng        | 50        | 60   | 70       | -40     | 140       |
| Trần Đạo Long      | THPT Chu Văn An, Ninh Thuận           | 40        | 10   | 130      | -30     | 150       |
| Thái Ngọc Huy      | THPT Chuyên Quốc học, TP. Huế         | 60        | 35   | 80       | 70      | 245       |
| Hà Đỗ Hải          | THPT Chuyên Trần Hưng Đạo, Bình Thuận | 30        | 30   | 70       | 25      | 155       |

#### Quý 2
Phát sóng: 13 giờ ngày 12 tháng 12 năm 2010
| Họ và tên thí sinh | Trường                                   | Khởi động | VCNV | Tăng tốc | Về đích | Tổng điểm |
| ------------------ | ---------------------------------------- | --------- | ---- | -------- | ------- | --------- |
| Thái Ngọc Huy      | THPT Chuyên Quốc học, TP. Huế            | 70        | 15   | 120      | 70      | 275       |
| Phạm Minh Tâm      | THPT Tĩnh Gia 1, Thanh Hoá               | 60        | 10   | 50       | 30      | 150       |
| Nguyễn Nhựt Trường | THPT Chuyên Nguyễn Bỉnh Khiêm, Quảng Nam | 60        | 10   | 50       | -25     | 95        |
| Nguyễn Thuỳ Linh   | THPT Đức Linh, Bình Thuận                | 50        | 90   | 10       | -5      | 145       |

### Quý 3

#### Tuần 1 - Tháng 1 - Quý 3
Phát sóng: 13 giờ ngày 19 tháng 12 năm 2010
| Họ và tên thí sinh | Trường                           | Khởi động | VCNV | Tăng tốc | Về đích | Tổng điểm |
| ------------------ | -------------------------------- | --------- | ---- | -------- | ------- | --------- |
| Trịnh Ngọc Phúc    | THPT Nguyễn Đức Cảnh, Thái Bình  | 40        | 15   | 30       | -60     | 25        |
| Nguyễn Thanh Mai   | THPT Trần Nhân Tông, Hà Nội      | 20        | 0    | 40       | -10     | 50        |
| Phan Đoàn Phú Quốc | THPT Chuyên Lý Tự Trọng, Cần Thơ | 70        | 90   | 120      | 90      | 370       |
| Phan Tuấn Kiệt     | THPT Hiệp Đức, Quảng Nam         | 80        | 10   | 130      | 60      | 280       |

#### Tuần 2 - Tháng 1 - Quý 3
Phát sóng: 13 giờ ngày 26 tháng 12 năm 2010
| Họ và tên thí sinh   | Trường                       | Khởi động | VCNV | Tăng tốc | Về đích | Tổng điểm |
| -------------------- | ---------------------------- | --------- | ---- | -------- | ------- | --------- |
| Bùi Thị Thu Hà       | THPT Phạm Ngũ Lão, Hải Phòng | 10        | 0    | 0        | -50     | -40       |
| Lê Nhật Linh         | THPT Nông Cống 1, Thanh Hoá  | 50        | 90   | 160      | 10      | 310       |
| Phùng Võ Khắc Nguyên | THPT Chuyên Bến Tre, Bến Tre | 30        | 10   | 0        | 20      | 60        |
| Lê Mạnh Hà           | THPT Việt Nam Ba Lan, Hà Nội | 50        | 10   | 60       | 35      | 155       |

#### Tuần 3 - Tháng 1 - Quý 3
Phát sóng: 13 giờ ngày 2 tháng 1 năm 2011
| Họ và tên thí sinh | Trường                                               | Khởi động | VCNV | Tăng tốc | Về đích | Tổng điểm |
| ------------------ | ---------------------------------------------------- | --------- | ---- | -------- | ------- | --------- |
| Trần Thị Thanh Tú  | THPT số 1 Tư Nghĩa, Quảng Ngãi                       | 40        | 70   | 70       | -10     | 170       |
| Bùi Bích Phương    | THPT Đông Thành, Quảng Ninh                          | 40        | 60   | 50       | -40     | 110       |
| Nguyễn Hữu Quý     | THPT Quảng Oai, Hà Nội                               | 50        | 0    | 20       | 105     | 175       |
| Nguyễn Quang Tùng  | PT Năng khiếu, ĐHQG TP. Hồ Chí Minh, TP. Hồ Chí Minh | 40        | 100  | 80       | -20     | 200       |

#### Tháng 1 - Quý 3
Phát sóng: 13 giờ ngày 9 tháng 1 năm 2011
| Họ và tên thí sinh | Trường                                               | Khởi động | VCNV | Tăng tốc | Về đích | Tổng điểm |
| ------------------ | ---------------------------------------------------- | --------- | ---- | -------- | ------- | --------- |
| Nguyễn Quang Tùng  | PT Năng khiếu, ĐHQG TP. Hồ Chí Minh, TP. Hồ Chí Minh | 50        | 25   | 50       | 50      | 175       |
| Phan Tuấn Kiệt     | THPT Hiệp Đức, Quảng Nam                             | 20        | 105  | 90       | 30      | 245       |
| Phan Đoàn Phú Quốc | THPT Chuyên Lý Tự Trọng, Cần Thơ                     | 40        | 20   | 50       | 35      | 145       |
| Lê Nhật Linh       | THPT Nông Cống 1, Thanh Hoá                          | 60        | 20   | 80       | 0       | 160       |

#### Tuần 1 - Tháng 2 - Quý 3
Phát sóng: 13 giờ ngày 16 tháng 1 năm 2011
Cuộc thi đầu tiên với hình hiệu mới, hình hiệu được sử dụng tới Quý 4 Olympia năm thứ 13.
| Họ và tên thí sinh | Trường                               | Khởi động | VCNV | Tăng tốc | Về đích | Tổng điểm |
| ------------------ | ------------------------------------ | --------- | ---- | -------- | ------- | --------- |
| Lê Trọng Hữu       | THPT Tam Phước, Đồng Nai             | 50        | 15   | 80       | 0       | 145       |
| Vũ Hồng Quân       | THPT Marie Curie, Hà Nội             | 40        | 90   | 100      | 0       | 230       |
| Lê Thu Anh         | THPT Bỉm Sơn, Thanh Hoá              | 20        | 10   | 50       | 75      | 155       |
| Nguyễn Phương Linh | THPT Chuyên Thái Nguyên, Thái Nguyên | 40        | 10   | 130      | 0       | 180       |

#### Tuần 2 - Tháng 2 - Quý 3
Phát sóng: 13 giờ ngày 23 tháng 1 năm 2011
| Họ và tên thí sinh    | Trường                                 | Khởi động | VCNV | Tăng tốc | Về đích | Tổng điểm |
| --------------------- | -------------------------------------- | --------- | ---- | -------- | ------- | --------- |
| Trần Văn Quý          | THPT Bạch Đằng, Hải Phòng              | 30        | 0    | 60       | -40     | 50        |
| Võ Thị Kim Trang      | THPT Bảo Lộc, Lâm Đồng                 | 50        | 80   | 30       | -40     | 120       |
| Thái Duy Bình         | THPT Chuyên Hà Nội - Amsterdam, Hà Nội | 80        | 0    | 40       | 110     | 230       |
| Nguyễn Thị Thuỳ Dương | THPT Nam Đàn 1, Nghệ An                | 70        | 10   | 50       | 110     | 240       |

#### Tuần 3 - Tháng 2 - Quý 3
Phát sóng: 13 giờ ngày 30 tháng 1 năm 2011
Cuộc thi cuối cùng của năm Canh Dần 2010
| Họ và tên thí sinh | Trường                          | Khởi động | VCNV | Tăng tốc | Về đích | Tổng điểm |
| ------------------ | ------------------------------- | --------- | ---- | -------- | ------- | --------- |
| Võ Minh Tân        | THPT Kế Sách, Sóc Trăng         | 30        | 10   | 100      | 45      | 185       |
| Hoàng Tuấn Anh     | THPT Chuyên Hùng Vương, Phú Thọ | 50        | 95   | 70       | 40      | 255       |
| Đặng Thị Mỹ Hằng   | THPT số 1 Phù Mỹ, Bình Định     | 50        | 10   | 30       | 15      | 105       |
| Nguyễn Thị Huệ     | THPT Nguyễn Du, Hà Nội          | 30        | 10   | 40       | -30     | 50        |

#### Tháng 2 - Quý 3
Phát sóng: 13 giờ ngày 6 tháng 2 năm 2011
Cuộc thi đầu tiên của năm mới Tân Mão 2011
| Họ và tên thí sinh    | Trường                                 | Khởi động | VCNV | Tăng tốc | Về đích | Tổng điểm |
| --------------------- | -------------------------------------- | --------- | ---- | -------- | ------- | --------- |
| Nguyễn Thị Thuỳ Dương | THPT Nam Đàn 1, Nghệ An                | 50        | 80   | 80       | 30      | 240       |
| Hoàng Tuấn Anh        | THPT Chuyên Hùng Vương, Phú Thọ        | 30        | 10   | 50       | 45      | 135       |
| Vũ Hồng Quân          | THPT Marie Curie, Hà Nội               | 40        | 10   | 40       | -10     | 80        |
| Thái Duy Bình         | THPT Chuyên Hà Nội - Amsterdam, Hà Nội | 60        | 10   | 50       | 50      | 170       |

#### Tuần 1 - Tháng 3 - Quý 3
Phát sóng: 13 giờ ngày 13 tháng 2 năm 2011
| Họ và tên thí sinh | Trường                                  | Khởi động | VCNV | Tăng tốc | Về đích | Tổng điểm |
| ------------------ | --------------------------------------- | --------- | ---- | -------- | ------- | --------- |
| Hoàng Nguyên       | THPT Nam Đông, TP. Huế                  | 70        | 25   | 30       | 55      | 180       |
| Cao Vinh Khoa      | PT Thực hành Sư phạm An Giang, An Giang | 30        | 0    | 20       | -20     | 30        |
| Nguyễn Hà Phương   | THPT Lê Hồng Phong, Thái Nguyên         | 50        | 100  | 40       | 30      | 220       |
| Nguyễn Hoài Thu    | THPT Chu Văn An, Hà Nội                 | 40        | 20   | 120      | 15      | 195       |

#### Tuần 2 - Tháng 3 - Quý 3
Phát sóng: 13 giờ ngày 20 tháng 2 năm 2011
| Họ và tên thí sinh  | Trường                             | Khởi động | VCNV | Tăng tốc | Về đích | Tổng điểm |
| ------------------- | ---------------------------------- | --------- | ---- | -------- | ------- | --------- |
| Trần Quốc Huy       | THPT Chu Văn An, Thái Bình         | 40        | 90   | 100      | 0       | 230       |
| Phạm Thị Khánh Vinh | THPT Nguyễn Văn Cừ, Quảng Nam      | 50        | 15   | 90       | -30     | 125       |
| Lê Bảo Lộc          | THPT Chuyên Lê Quý Đôn, Ninh Thuận | 60        | 10   | 60       | 100     | 230       |
| Nguyễn Huy Thành    | THPT Lương Thế Vinh, Hà Nội        | 50        | 10   | 110      | -10     | 160       |

#### Tuần 3 - Tháng 3 - Quý 3
Phát sóng: 13 giờ ngày 27 tháng 2 năm 2011
| Họ và tên thí sinh   | Trường                      | Khởi động | VCNV | Tăng tốc | Về đích | Tổng điểm |
| -------------------- | --------------------------- | --------- | ---- | -------- | ------- | --------- |
| Đặng Thị Yến Nhi     | THPT số 2 Phù Mỹ, Bình Định | 60        | 50   | 50       | -50     | 110       |
| Huỳnh Ngọc Thuỳ Linh | THPT Nguyễn Đáng, Trà Vinh  | 20        | 25   | 0        | -30     | 15        |
| Trần Hà Phan         | THPT Uông Bí, Quảng Ninh    | 20        | 10   | 100      | -10     | 120       |
| Long Quốc Dũng       | THPT Hữu Lũng, Lạng Sơn     | 30        | 25   | 100      | 60      | 215       |

#### Tháng 3 - Quý 3
Phát sóng: 13 giờ ngày 6 tháng 3 năm 2011
| Họ và tên thí sinh | Trường                             | Khởi động | VCNV | Tăng tốc | Về đích | Tổng điểm |
| ------------------ | ---------------------------------- | --------- | ---- | -------- | ------- | --------- |
| Trần Quốc Huy      | THPT Chu Văn An, Thái Bình         | 30        | 15   | 80       | -20     | 105       |
| Long Quốc Dũng     | THPT Hữu Lũng, Lạng Sơn            | 60        | 10   | 70       | 50      | 190       |
| Nguyễn Hà Phương   | THPT Lê Hồng Phong, Thái Nguyên    | 60        | 10   | 20       | 100     | 190       |
| Lê Bảo Lộc         | THPT Chuyên Lê Quý Đôn, Ninh Thuận | 30        | 90   | 70       | 10      | 200       |

#### Quý 3
Phát sóng: 13 giờ ngày 13 tháng 3 năm 2011
| Họ và tên thí sinh    | Trường                             | Khởi động | VCNV | Tăng tốc | Về đích | Tổng điểm |
| --------------------- | ---------------------------------- | --------- | ---- | -------- | ------- | --------- |
| Phan Tuấn Kiệt        | THPT Hiệp Đức, Quảng Nam           | 60        | 10   | 90       | 30      | 190       |
| Long Quốc Dũng        | THPT Hữu Lũng, Lạng Sơn            | 70        | 15   | 70       | 0       | 155       |
| Lê Bảo Lộc            | THPT Chuyên Lê Quý Đôn, Ninh Thuận | 60        | 10   | 140      | 60      | 270       |
| Nguyễn Thị Thuỳ Dương | THPT Nam Đàn 1, Nghệ An            | 50        | 60   | 70       | 20      | 200       |

### Quý 4

#### Tuần 1 - Tháng 1 - Quý 4
Phát sóng: 13 giờ ngày 20 tháng 3 năm 2011
| Họ và tên thí sinh   | Trường                         | Khởi động | VCNV | Tăng tốc | Về đích | Tổng điểm |
| -------------------- | ------------------------------ | --------- | ---- | -------- | ------- | --------- |
| Nguyễn Thị Cẩm Nhung | THPT Lưu Nhân Chú, Thái Nguyên | 50        | 10   | 40       | -10     | 90        |
| Nguyễn Đăng Nhân     | THPT Lê Quý Đôn, Long An       | 50        | 55   | 100      | 20      | 225       |
| Vũ Thị Hường         | THPT Bắc Lý, Hà Nam            | 20        | 20   | 20       | 40      | 100       |
| Trần Công Thành      | THPT Tống Duy Tân, Thanh Hoá   | 30        | 10   | 70       | 60      | 170       |

#### Tuần 2 - Tháng 1 - Quý 4
Phát sóng: 13 giờ ngày 27 tháng 3 năm 2011
| Họ và tên thí sinh    | Trường                                 | Khởi động | VCNV | Tăng tốc | Về đích | Tổng điểm |
| --------------------- | -------------------------------------- | --------- | ---- | -------- | ------- | --------- |
| Trần Thị Trà My       | THPT Trần Nguyên Hãn, Hải Phòng        | 20        | 55   | 30       | -25     | 80        |
| Nguyễn Văn Tâm        | THPT Kĩ thuật Việt Trì, Phú Thọ        | 40        | 25   | 20       | 45      | 130       |
| Trần Hữu Phước Trường | THPT Ernst Thalmann, TP. Hồ Chí Minh   | 60        | 35   | 30       | 20      | 145       |
| Nguyễn Hoài Nam       | THPT Chuyên Hà Nội - Amsterdam, Hà Nội | 40        | 20   | 80       | 10      | 150       |

#### Tuần 3 - Tháng 1 - Quý 4
Phát sóng: 13 giờ ngày 3 tháng 4 năm 2011
| Họ và tên thí sinh  | Trường                       | Khởi động | VCNV | Tăng tốc | Về đích | Tổng điểm |
| ------------------- | ---------------------------- | --------- | ---- | -------- | ------- | --------- |
| Đào Thị Yến         | THPT Tứ Kỳ, Hải Dương        | 40        | 35   | 110      | 25      | 210       |
| Vũ Bạch Nhật        | THPT Đông Thành, Quảng Ninh  | 50        | 35   | 120      | 10      | 215       |
| Nguyễn Văn Hoàng    | THPT Chu Văn An, Hà Nội      | 50        | 35   | 50       | 60      | 195       |
| Lâm Phạm Thanh Tùng | THPT Nguyễn Trãi, Ninh Thuận | 60        | 65   | 60       | 0       | 185       |

#### Tháng 1 - Quý 4
Phát sóng: 13 giờ ngày 10 tháng 4 năm 2011
| Họ và tên thí sinh | Trường                                 | Khởi động | VCNV | Tăng tốc | Về đích | Tổng điểm |
| ------------------ | -------------------------------------- | --------- | ---- | -------- | ------- | --------- |
| Vũ Bạch Nhật       | THPT Đông Thành, Quảng Ninh            | 60        | 105  | 110      | 10      | 285       |
| Nguyễn Đăng Nhân   | THPT Lê Quý Đôn, Long An               | 30        | 10   | 80       | 10      | 130       |
| Nguyễn Hoài Nam    | THPT Chuyên Hà Nội - Amsterdam, Hà Nội | 30        | 10   | 50       | 70      | 160       |
| Đào Thị Yến        | THPT Tứ Kỳ, Hải Dương                  | 10        | 0    | 30       | -50     | -10       |

#### Tuần 1 - Tháng 2 - Quý 4
Kể từ tập này, hình hiệu của chương trình đã được thay đổi.
Phát sóng: 13 giờ ngày 17 tháng 4 năm 2011
| Họ và tên thí sinh | Trường                             | Khởi động | VCNV | Tăng tốc | Về đích | Tổng điểm |
| ------------------ | ---------------------------------- | --------- | ---- | -------- | ------- | --------- |
| Hồ Anh Tuấn        | THPT Hoằng Hoá 3, Thanh Hoá        | 80        | 25   | 40       | 30      | 175       |
| Phạm Minh Trí      | THPT Thống Nhất B, Đồng Nai        | 20        | 20   | 90       | 20      | 150       |
| Đào Phú Trung      | THPT Chuyên Tiền Giang, Tiền Giang | 50        | 60   | 100      | -40     | 170       |
| Đoàn Văn Hưng      | THPT Marie Curie, Hà Nội           | 30        | 20   | 40       | 90      | 180       |

#### Tuần 2 - Tháng 2 - Quý 4
Phát sóng: 13 giờ ngày 24 tháng 4 năm 2011
| Họ và tên thí sinh | Trường                                 | Khởi động | VCNV | Tăng tốc | Về đích | Tổng điểm |
| ------------------ | -------------------------------------- | --------- | ---- | -------- | ------- | --------- |
| Nghiêm Văn Hoà     | THPT Nguyễn Văn Cừ, Bắc Ninh           | 20        | 0    | 40       | -45     | 15        |
| Trần Anh Quang     | THPT Chuyên Hà Nội - Amsterdam, Hà Nội | 50        | 10   | 80       | 0       | 140       |
| Lê Minh Hạnh       | THPT Nguyễn Huệ, Ninh Bình             | 70        | 25   | 100      | 70      | 265       |
| Ngô Hoàng Yến Như  | THPT Chuyên Hùng Vương, Bình Dương     | 50        | 50   | 80       | 30      | 210       |

#### Tuần 3 - Tháng 2 - Quý 4
Phát sóng: 13 giờ ngày 1 tháng 5 năm 2011
| Họ và tên thí sinh    | Trường                                               | Khởi động | VCNV | Tăng tốc | Về đích | Tổng điểm |
| --------------------- | ---------------------------------------------------- | --------- | ---- | -------- | ------- | --------- |
| Thạch Thị Lộc         | THPT Nghi Lộc 1, Nghệ An                             | 20        | 25   | 60       | -20     | 85        |
| Đào Anh Tuấn          | PT Năng khiếu, ĐHQG TP. Hồ Chí Minh, TP. Hồ Chí Minh | 60        | 60   | 100      | 45      | 265       |
| Nguyễn Thảo Trang     | THPT Phương Nam, Hà Nội                              | 10        | 20   | 60       | -20     | 70        |
| Nguyễn Võ Phương Linh | THPT Chuyên Thăng Long, Lâm Đồng                     | 70        | 10   | 110      | 95      | 285       |

#### Tháng 2 - Quý 4
Phát sóng: 13 giờ ngày 8 tháng 5 năm 2011
| Họ và tên thí sinh    | Trường                                               | Khởi động | VCNV | Tăng tốc | Về đích | Tổng điểm |
| --------------------- | ---------------------------------------------------- | --------- | ---- | -------- | ------- | --------- |
| Lê Minh Hạnh          | THPT Nguyễn Huệ, Ninh Bình                           | 40        | 25   | 90       | 60      | 215       |
| Nguyễn Võ Phương Linh | THPT Chuyên Thăng Long, Lâm Đồng                     | 20        | 25   | 80       | 85      | 210       |
| Đoàn Văn Hưng         | THPT Marie Curie, Hà Nội                             | 20        | 10   | 20       | -30     | 20        |
| Đào Anh Tuấn          | PT Năng khiếu, ĐHQG TP. Hồ Chí Minh, TP. Hồ Chí Minh | 50        | 100  | 70       | 10      | 230       |

#### Tuần 1 - Tháng 3 - Quý 4
Phát sóng: 13 giờ ngày 15 tháng 5 năm 2011
| Họ và tên thí sinh    | Trường                                   | Khởi động | VCNV | Tăng tốc | Về đích | Tổng điểm |
| --------------------- | ---------------------------------------- | --------- | ---- | -------- | ------- | --------- |
| Nguyễn Hà Trà My      | THPT Lang Biang, Lâm Đồng                | 20        | 15   | 30       | -20     | 45        |
| Nguyễn Thị Ngọc Trâm  | THPT Chuyên Hà Nội - Amsterdam, Hà Nội   | 30        | 60   | 40       | -25     | 105       |
| Hoàng Nguyễn Nhật Anh | THPT Nguyễn Thượng Hiền, TP. Hồ Chí Minh | 40        | 25   | 80       | -15     | 130       |
| Đặng Viết Tiến        | THPT Thống Nhất, Thanh Hoá               | 40        | 20   | 20       | 20      | 100       |

#### Tuần 2 - Tháng 3 - Quý 4
Phát sóng: 13 giờ ngày 22 tháng 5 năm 2011
| Họ và tên thí sinh | Trường                                      | Khởi động | VCNV | Tăng tốc | Về đích | Tổng điểm |
| ------------------ | ------------------------------------------- | --------- | ---- | -------- | ------- | --------- |
| Đào Thái Việt      | THPT Hồng Bàng, Hải Phòng                   | 50        | 65   | 80       | 20      | 215       |
| Đặng Hồ Phương Lan | THPT Chuyên Lê Khiết, Quảng Ngãi            | 10        | 10   | 140      | 10      | 170       |
| Phạm Văn Đoàn      | THPT Đan Phượng, Hà Nội                     | 40        | 10   | 100      | 0       | 150       |
| Nguyễn Thành Công  | THPT Chuyên Trần Đại Nghĩa, TP. Hồ Chí Minh | 20        | 10   | 30       | 0       | 60        |

#### Tuần 3 - Tháng 3 - Quý 4
Phát sóng: 13 giờ ngày 29 tháng 5 năm 2011
| Họ và tên thí sinh   | Trường                               | Khởi động | VCNV | Tăng tốc | Về đích | Tổng điểm |
| -------------------- | ------------------------------------ | --------- | ---- | -------- | ------- | --------- |
| Trương Công Phương   | THPT Mai Anh Tuấn, Thanh Hoá         | 50        | 15   | 20       | -5      | 80        |
| Phạm Văn Thành       | THPT Trần Quốc Tuấn, Quảng Ninh      | 70        | 20   | 130      | 35      | 255       |
| Lê Quang Minh        | THPT Chuyên Lương Thế Vinh, Đồng Nai | 10        | 10   | 80       | 15      | 115       |
| Trương Thị Thuỳ Minh | THPT Bắc Lý, Hà Nam                  | 30        | 50   | 40       | 10      | 130       |

#### Tháng 3 - Quý 4
Phát sóng: 13 giờ ngày 5 tháng 6 năm 2011
| Họ và tên thí sinh    | Trường                                   | Khởi động | VCNV | Tăng tốc | Về đích | Tổng điểm |
| --------------------- | ---------------------------------------- | --------- | ---- | -------- | ------- | --------- |
| Đào Thái Việt         | THPT Hồng Bàng, Hải Phòng                | 60        | 30   | 100      | 30      | 220       |
| Đặng Hồ Phương Lan    | THPT Chuyên Lê Khiết, Quảng Ngãi         | 60        | 35   | 50       | -5      | 140       |
| Hoàng Nguyễn Nhật Anh | THPT Nguyễn Thượng Hiền, TP. Hồ Chí Minh | 60        | 50   | 20       | 50      | 150       |
| Phạm Văn Thành        | THPT Trần Quốc Tuấn, Quảng Ninh          | 30        | 60   | 110      | 40      | 240       |

#### Quý 4
Phát sóng: 13 giờ ngày 12 tháng 6 năm 2011
| Họ và tên thí sinh | Trường                                               | Khởi động | VCNV | Tăng tốc | Về đích | Tổng điểm |
| ------------------ | ---------------------------------------------------- | --------- | ---- | -------- | ------- | --------- |
| Phạm Văn Thành     | THPT Trần Quốc Tuấn, Quảng Ninh                      | 70        | 15   | 40       | 65      | 190       |
| Vũ Bạch Nhật       | THPT Đông Thành, Quảng Ninh                          | 20        | 10   | 140      | 40      | 210       |
| Đào Thái Việt      | THPT Hồng Bàng, Hải Phòng                            | 70        | 10   | 60       | 40      | 180       |
| Đào Anh Tuấn       | PT Năng khiếu, ĐHQG TP. Hồ Chí Minh, TP. Hồ Chí Minh | 40        | 40   | 70       | -65     | 85        |

#### Cầu truyền hình trực tiếp: Chung kết Đường lên đỉnh Olympia năm thứ 11
Phát sóng trực tiếp: 9 giờ ngày 19 tháng 6 năm 2011 trên VTV3.
Phạm Thị Ngọc Oanh là quán quân nữ thứ ba trong lịch sử của chương trình.
| Họ và tên thí sinh | Trường                             | Khởi động | VCNV | Tăng tốc | Về đích | Tổng điểm |
| ------------------ | ---------------------------------- | --------- | ---- | -------- | ------- | --------- |
| Thái Ngọc Huy      | THPT Chuyên Quốc học, TP. Huế      | 40        | 25   | 140      | 10      | 215       |
| Lê Bảo Lộc         | THPT Chuyên Lê Quý Đôn, Ninh Thuận | 70        | 10   | 90       | -50     | 120       |
| Phạm Thị Ngọc Oanh | THPT Tiên Lãng, Hải Phòng          | 80        | 60   | 80       | 10      | 230       |
| Vũ Bạch Nhật       | THPT Đông Thành, Quảng Ninh        | 60        | 10   | 70       | 25      | 165       |

- Dẫn chương trình tại các điểm cầu: Nguyễn Khắc Cường (điểm cầu Thừa Thiên Huế), Nguyễn Thanh Vân (điểm cầu Ninh Thuận), Lưu Minh Vũ (điểm cầu Hải Phòng), Nguyễn Hữu Việt Khuê (điểm cầu Quảng Ninh).

## Tranh cãi

### Tranh cãi muối và muối ăn trong trận chung kết năm thứ 11
Trong câu hỏi tăng tốc số 4 của trận chung kết Đường lên đỉnh Olympia năm thứ 11, có 5 dữ kiện được đưa ra cho các thí sinh:
1. Đây là hợp chất vô cơ
2. Cấu trúc mạng tinh thể, liên kết ion
3. ..?.. của rừng (tác phẩm của Nguyễn Huy Thiệp)
4. Một loại gia vị
5. Salt

Đáp án mà 3 thí sinh Ngọc Huy, Bạch Nhật và Bảo Lộc đưa ra là muối được MC chấp nhận là chính xác, còn đáp án của Ngọc Oanh là muối ăn không được điểm. Ngay sau đó, ban cố vấn, đứng đầu là cố vấn môn Hóa học Nguyễn Đức Chuy cho rằng, muối ăn là câu trả lời chính xác nhất vì hình ảnh cuối cùng là hình ảnh người nông dân làm muối. Sau cùng, nhờ câu trả lời được ban cố vấn chấp thuận này mà Ngọc Oanh vô địch. Ngay sau khi trận chung kết diễn ra, trên khắp các báo mạng và các diễn đàn nổ ra sự tranh cãi kịch liệt đáp án muối và muối ăn cho câu hỏi này. Đáp án muối ăn của Ngọc Oanh không thỏa mãn dữ kiện 3 (tác phẩm "Muối của rừng"), nhưng câu trả lời muối lại không thỏa mãn dữ kiện 2 và 4 (có loại muối là muối hữu cơ cũng như không phải muối nào cũng làm gia vị). Cuối cùng, ban tổ chức chương trình giữ nguyên kết quả chung cuộc.